# Université Notre Dame Seishin
L'université Notre Dame Seishin (ノートルダム清心女子大学, Nohtoru damu seishin joshi daigaku) est un établissement universitaire privé pour femme situé à Okayama au Japon. Le prédécesseur de l'école, une école pour femme, est créée en 1886 et enregistré comme Université en 1949.